# Ростовка (Татарстан)
Ростовка — село в Бугульминском районе Татарстана. Входит в состав Новосумароковского сельского поселения.

## География
Находится в юго-восточной части Татарстана на расстоянии приблизительно 22 км на северо-восток по прямой от районного центра города Бугульма.

## История
Основано в первой половине XIX века. Упоминалось также как Колчевка.

## Население
Постоянных жителей было: в 1859 году — 231, в 1889—305, в 1897—354, в 1910—325, в 1920—544, в 1926—461, в 1938—319, в 1949—288, в 1958—226, в 1970—204, в 1979—166, в 1989 — 91, в 2002 году 138 (русские 68 %, татары 32 %), в 2010 году 131.